# Lumières de Kaikōura

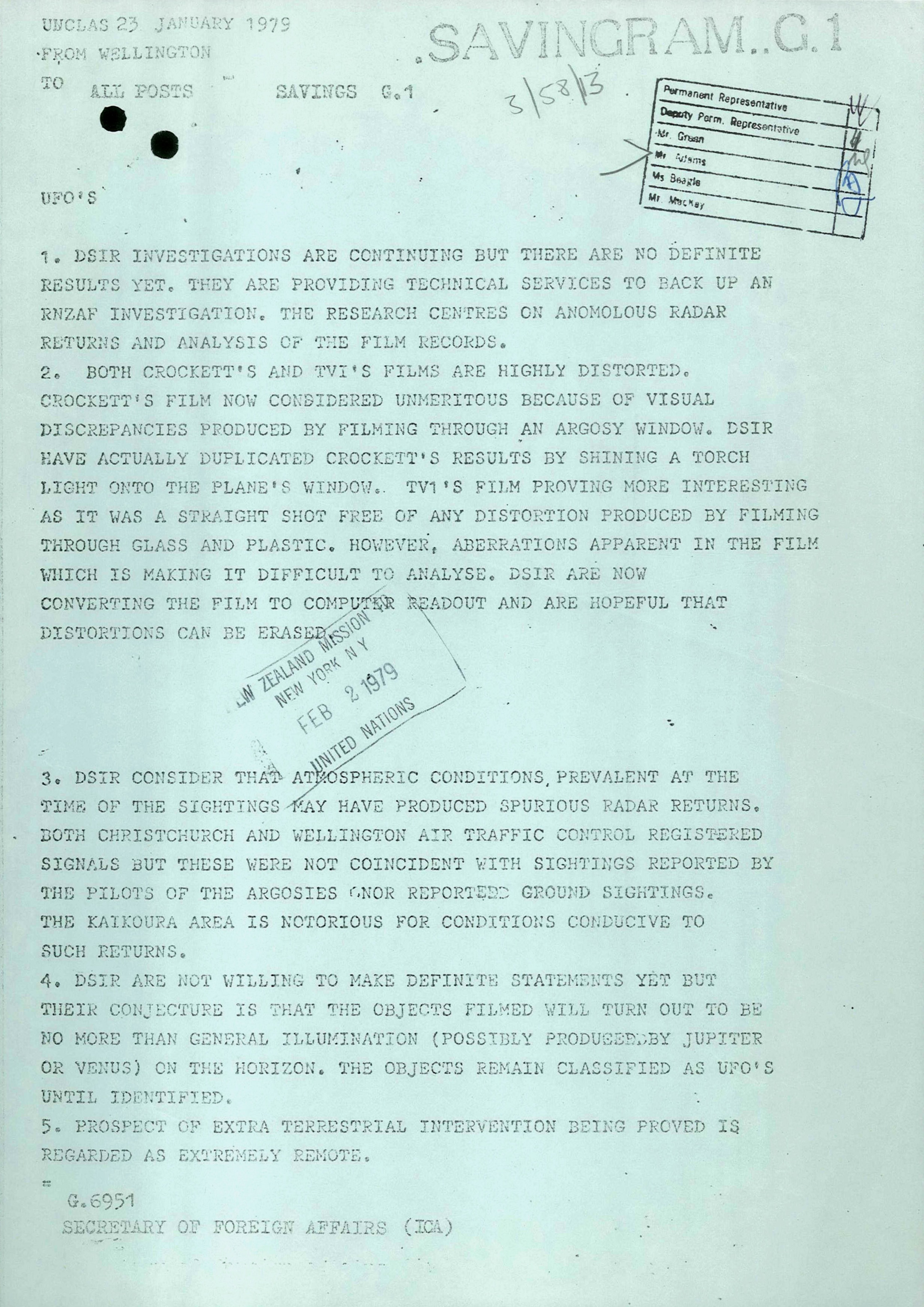
Rapport du DSIR sur l'incident des lumières de Kaikōura qui conclut que « la possibilité d'une intervention extraterrestre prouvée est considérée comme extrêmement improbable ».

Les lumières de Kaikōura (en anglais : Kaikōura lights) désignent une série d'observations d'objets volants non identifiés (ovni) qui ont eu lieu dans le ciel au large de la péninsule de Kaikōura, en Nouvelle-Zélande, à la fin de décembre 1978. Ces événements ont impliqué plusieurs témoins crédibles, notamment des équipages de vols civils et militaires, ainsi que des enregistrements radar et visuels. L'affaire a rapidement gagné une couverture médiatique dans les pays anglo-saxons et a suscité un vif débat sur l'origine et la nature de ces phénomènes.
Les observations se sont produites les 21 et 31 décembre 1978. Le 21 décembre, l'équipage d'un avion cargo Argosy de la Safe Air (en) en route de Wellington à Christchurch a rapporté avoir suivi des lumières inhabituelles pendant plusieurs minutes, un événement également confirmé par le contrôle aérien de Wellington via radar. Dix jours plus tard, le 31 décembre, une équipe de télévision australienne à bord du même avion pour reconstituer le vol a filmé plusieurs objets lumineux pendant de nombreuses minutes, tandis que le radar de Wellington enregistrait des cibles inexpliquées. Les descriptions des phénomènes variaient de lumières clignotantes de différentes couleurs à des objets massifs semblant se déplacer à des vitesses et des altitudes inhabituelles.
Malgré des enquêtes approfondies menées par la Royal New Zealand Air Force (RNZAF) et divers groupes d'étude des ovnis, aucune explication définitive n'a été universellement acceptée. Parmi les hypothèses avancées, on trouve des réflexions atmosphériques de lumières terrestres (comme celles de bateaux de pêche), des météorites, des aéronefs conventionnels non identifiés ou des phénomènes naturels rares. L'affaire des lumières de Kaikōura reste un sujet d'étude dans le domaine de l'ufologie, citée comme un exemple de cas d'ovnis où des preuves multiples, y compris visuelles et instrumentales, sont disponibles.

## Contexte
Les lumières de Kaikōura se manifestent dans un environnement géographique et historique propice à l'observation de phénomènes aériens, qu'ils soient conventionnels ou inexpliqués. Kaikōura est une petite ville côtière située sur la côte est de  l'île du Sud de la Nouvelle-Zélande, connue pour son relief montagneux qui rencontre l'océan Pacifique. Cette configuration géographique particulière, combinant des eaux profondes riches en faune marine et un arrière-pays accidenté, signifie que la zone est sujette à des conditions météorologiques variées et peut être un couloir pour le trafic aérien côtier, ainsi que pour les activités maritimes telles que la pêche, dont les lumières peuvent être visibles de loin la nuit.
Dans les années précédant 1978, la Nouvelle-Zélande, comme de nombreux pays durant la Guerre froide, a connu une période de relative discrétion officielle concernant les phénomènes aériens inexpliqués, bien que des observations sporadiques aient été signalées. L'un des incidents les plus notables et le seul à avoir été officiellement examiné avant Kaikōura s'est produit en 1955. Le capitaine d'un avion de la National Airways Corporation (en) a alors signalé avoir observé une lumière présentant des mouvements apparents et des variations de couleur et d'intensité. Le directeur de l'observatoire Carter (en) a ultérieurement conclu que cette observation était en réalité Vénus, l'étoile du matin,. En 1959, un fermier de Blenheim a également rapporté avoir vu des lumières et un ovni d'où seraient sortis deux hommes vêtus de combinaisons argentées. Le gouvernement néo-zélandais a déclassifié des centaines de rapports d'ovni en décembre 2010. Cependant, le ministre de la Défense (en) de l'époque, Wayne Mapp (en), a souligné que la grande majorité de ces rapports pouvaient être expliqués par des phénomènes naturels.

## Les observations

### 21 décembre 1978
Dans la nuit du 21 décembre 1978, Vern Powell pilote un avion cargo Argosy, faisant route de Wellington à Christchurch, la soute pleine de journaux, lorsqu'il est contacté par les contrôleurs aériens de l'aéroport de Wellington. Trois objets non identifiés sont apparus sur leurs écrans radar. L'un d'eux, aussi grand qu'un avion de ligne, est suivi sur plus de 90 kilomètres avant de sembler s'immobiliser et de planer. Le personnel de la base aérienne de Woodbourne (en), à Blenheim, observe des lumières mystérieuses dans la même zone depuis 23 heures. Wellington souhaite que Powell y jette un œil
Vers 1h20, Powell et son copilote Ian Pirie signalent observer des lumières blanches, également visibles sur le radar de l'Argosy. Deux heures plus tard, ils signalent voir une lumière rouge vif à l'est, ce que les contrôleurs de Wellington confirment sur leur radar. Elle se déplace parallèlement à l'avion sur 60 kilomètres, puis, sous leurs yeux, passe du rouge au blanc. La lumière est si intense que Powell peut la voir même à travers les nuages. À ce moment-là, Wellington a cinq objets à l'écran. Des vérifications auprès du bureau météorologique et de la Royal New Zealand Air Force (RNZAF) confirment qu'aucun ballon météo ni avion militaire ne se trouvent dans la zone. Alors que l'Argosy approche de Christchurch, Powell annonce par radio que le radar météorologique de l'avion a détecté un phénomène approchant à grande vitesse, parcourant 24 kilomètres en cinq secondes. Regardant sur le côté, Powell aperçoit une lumière stroboscopique bleutée clignotante. D'autres avions et des observateurs au sol de Blenheim aperçoivent également ces lumières mystérieuses cette nuit-là.

### 31 décembre 1978
Les observations du 21 décembre font la une des journaux en Nouvelle-Zélande et en Australie. Le bureau de Melbourne de la chaîne de télévision australienne Channel 0 demande à l'un de ses reporters, Quentin Fogarty, en vacances en Nouvelle-Zélande, de couvrir l'incident. Celui-ci engage David Crockett comme caméraman et sa femme, Ngaire, comme preneuse de son. Après avoir interrogé des témoins, il organise la reconstitution d'un vol. Tard dans la soirée du 30 décembre, Fogarty et les Crockett quittent Wellington pour un vol régulier en Argosy (immatriculé ZK-SAE et surnommé « Merchant Enterprise ») à destination de Christchurch. Peu après minuit, alors qu'ils approchent de l'embouchure du fleuve Clarence, le pilote Bill Startup et le copilote Robert Guard aperçoivent des lumières inhabituelles en direction de la péninsule de Kaikōura. Les contrôleurs aériens de Wellington confirment le contact radar et, pendant près d'une heure, jusqu'à leur atterrissage à Christchurch, Fogarty et les autres passagers sont témoins d'un spectacle aérien époustouflant.
Parfois, jusqu'à dix objets apparaissent sur le radar, l'un d'eux semblant fusionner avec l'Argosy comme s'il volait en formation. Fogerty déclare à la caméra : « Ça devient vraiment effrayant ici. [...] Il y a toute une formation d'objets volants non identifiés » (It’s really getting a bit frightening here. [...] There’s a whole formation of unidentified flying objects). Cependant, ces cibles radar disparaissent parfois des écrans, et toutes ne sont pas visibles par les passagers de l'avion. Malheureusement, Crockett n'en capte que peu sur la pellicule, en raison de la vitesse et de la manœuvrabilité apparentes des objets, ainsi que de la rapidité avec laquelle les lumières clignotent. À 1 h du matin, l'Argosy atterrit et, une fois sa cargaison déchargée, Fogarty et son caméraman remontent à bord pour le vol retour. Ngaire Crockett reste au sol. Deux mois plus tôt, une pilote australienne avait disparu lors de ce qui ressemblait étrangement à une rencontre avec un ovni. Ayant survécu à un vol, Ngaire ne veut pas tenter le diable et est remplacée par le journaliste local Dennis Grant.
Peu après le décollage, alors que l'avion perce les nuages bas, une lumière vive devient visible presque droit devant. Le radar de nez capte un signal puissant à 30 kilomètres de distance, en direction de la lumière. Fogarty  déclare : « Il semble avoir un fond très éclairé et une sorte de sphère transparente au sommet. [...] On dirait une soucoupe volante » (It appears to have a brightly-lit bottom, and a transparent sort of sphere on top. [...] It appears to be, well, like a flying saucer). Plus tard, l'objet se rapproche à la moitié de cette distance, et pendant 12 minutes, Crockett le filme tandis que Startup tente de rapprocher l'avion. Finalement, ils semblent survoler l'ovni, qui disparaît de leur champ de vision. À l'est de Kaikōura, Wellington signale d'autres contacts radar autour de l'avion, dont certains sont observés depuis l'Argosy. L'avion atterrit à nouveau à Wellington vers 3 h 15. Ce jour-là, jour de l'an 1979, un jet Skyhawk de la RNZAF est placé en alerte pour intercepter toute nouvelle manifestation. Le journal télévisé du soir diffuse un reportage inédit de 25 minutes sur les observations, avec les images floues de Crockett mais le récit captivant de Fogarty.

## Enquêtes
Channel 0 envoie ensuite le film aux États-Unis pour analyse par le Comité national d'enquête sur les phénomènes aériens. Des scientifiques, dont un physiologiste optique, un astronome, un électronicien et plusieurs physiciens, concluent que les images ne représentent ni des planètes, ni des étoiles, ni des météores, ni d'autres aéronefs, et que le contact radar ne peut être attribué à un dysfonctionnement de l'équipement ou à des « anges » radar causés par une inversion de température.
L'observation de Kaikōura est exceptionnelle car il s'agit de la seule observation d'ovni en Nouvelle-Zélande à avoir fait l'objet d'une enquête approfondie de la part de la RNZAF. L'opinion générale voulait que l'armée de l'air ne disposait pas des ressources nécessaires pour enquêter sur les ovnis, mais dans ce cas précis, un Lockheed P-3 Orion est envoyé en mission de reconnaissance le 2 janvier et les principaux témoins sont interrogés. Cela s'explique en partie par le fait que le Premier ministre de l'époque, Robert Muldoon, « s'est personnellement intéressé de près à ce qui se passait et a expressément demandé à être informé des conclusions de la Défense concernant l'étude qu'elle menait ». Un résumé du rapport, publié en 1979, conclut que les lumières de Kaikōura sont dues à des « phénomènes atmosphériques naturels mais inhabituels ». Plus précisément, les objets observés par l'Argosy sont supposés être les lumières d'une flotte de 50 bateaux japonais de pêche aux calmars opérant au large de la péninsule de Banks ou une Vénus exceptionnellement brillante se réfractant dans l'atmosphère. On peut toutefois se demander comment une réfraction pourrait apparaître sur un radar ? La RNZAF attribue cela à un équipement défectueux.
Pendant ce temps, les habitants mènent leurs propres recherches, scrutant le ciel nuit après nuit dans l'espoir de trouver une solution au mystère. En l'absence de certitude, des explications pertinentes sont avancées : un canular, des hélicoptères opérant illégalement la nuit, des « cosmosphères » de fabrication russe, des drones militaires américains ultra-secrets télécommandés, et, de la bouche d'une habitante fébrile nommée E. Pilcher, « des choux reflétant le clair de lune ». Television One, peut-être vexée par le coup de pub de la chaîne australienne Channel 0, filme un ovni près du fleuve Clarence, qui se révèle plus tard être Vénus. Les moins enthousiasmés par l'activité céleste soulignent que l'intensité de la lumière filmée par Crockett correspond à celle d'un bateau de pêche aux calmars. Une importante flotte de pêche était entrée dans les eaux de Wellington à la mi-décembre et, bien qu'aucune position n'ait été signalée correspondant à la zone d'observation de l'ovni, certains d'entre eux auraient pu pêcher illégalement et hésiter à se déclarer. Une photographie satellite prise à peu près au moment de l'atterrissage de l'avion à Christchurch localise la flotte de pêche aux calmars à plus de 150 km au sud-est de la péninsule de Banks. Les sceptiques font également remarquer que la côte de Kaikōura n'est pas étrangère aux phénomènes atmosphériques étranges, notamment les mirages et les signaux radar anormaux, et que les conditions météorologiques au moment des observations rendent ces phénomènes hautement probables. Cependant, rien n'a été prouvé de manière concluante,.
Mais la divulgation de documents en 2010 laisse entrevoir une plus grande incertitude. Dans un rapport distinct, désormais déclassifié, soumis aux Nations Unies en janvier 1979, le Département de la Recherche scientifique et industrielle (en) (DSIR) n'a pas tiré de conclusions définitives, considérant les lumières comme des « ovnis jusqu'à leur identification », mais, ajoute-il, « la possibilité d'une intervention extraterrestre prouvée est considérée comme extrêmement improbable ».